# Villa Lebrecht
La Villa Ottolini, Franco, Lebrecht è una villa veneta risalente al XV secolo, ma profondamente rinnovata in stile eclettico verso la metà del XIX secolo. 
È situata nel comune di San Pietro in Cariano (frazione di San Floriano), in Valpolicella, nella provincia di Verona.

## Origini
La villa deriva da un edificio quattrocentesco appartenuto ai Fumanelli i quali già nel Trecento erano assegnatari di terre vescovili in San Floriano. 
Nella prima metà del Cinquecento, il complesso fu ampliato e decorato internamente. Di tale decorazione restano tracce di un fregio dipinto, raffigurante amorini recanti iscrizioni greche (ora mutile), la cui esecuzione è probabilmente da attribuire all'iniziativa dei fratelli Antonio e Ludovico Fumanelli, medici. 
Di seguito la villa passò per via ereditaria a Rolandino Maffei che nel 1629 la vendette a Lorenzo Ottolini, esponente di una stirpe di mercanti divenuti conti nel 1697. Gli Ottolini mantennero la proprietà della villa fino alla prima metà dell'Ottocento.

## La villa in stile eclettico (secolo XIX)

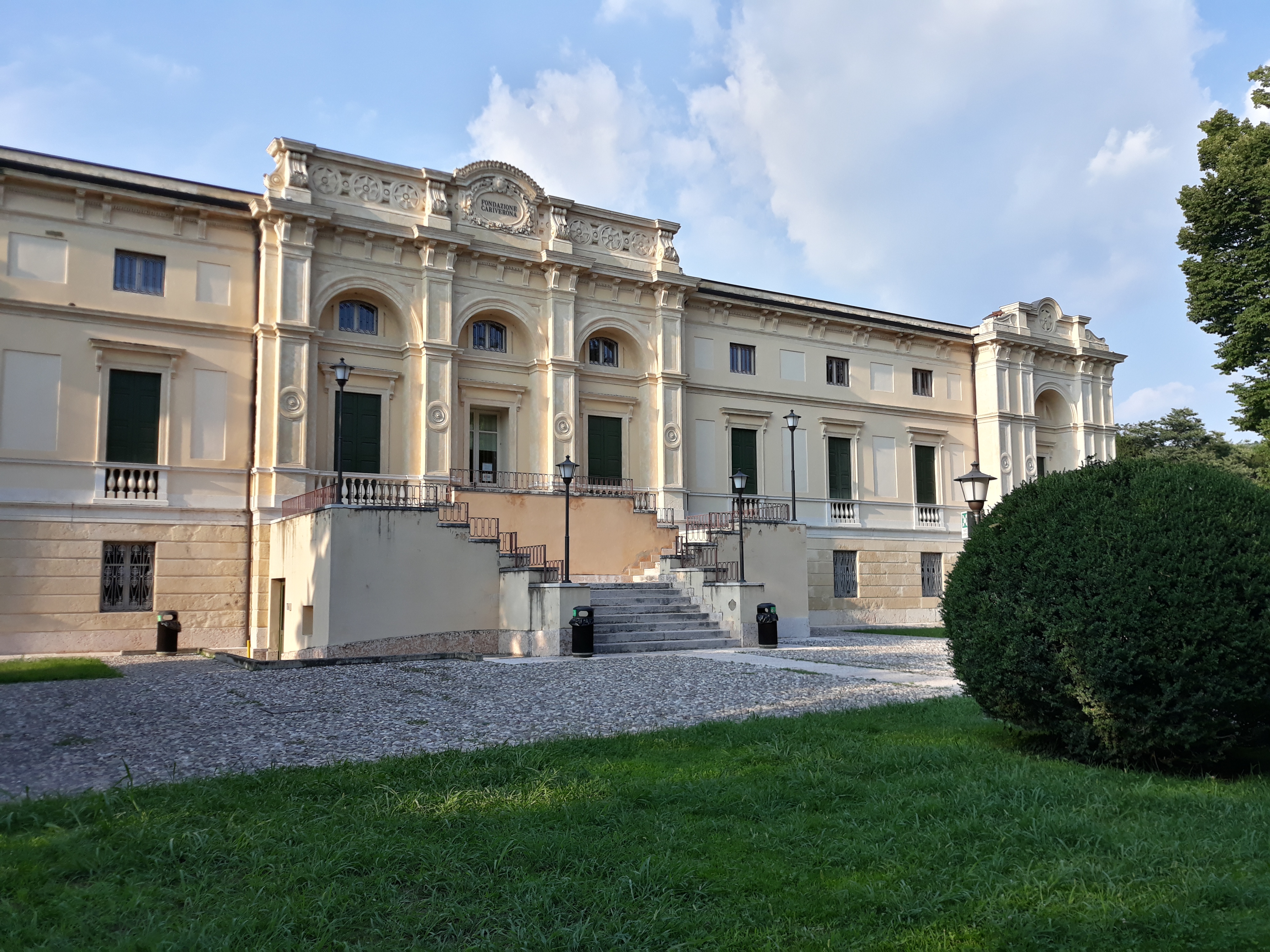
La facciata in stile eclettico progettata da Giacomo Franco (1860 circa).

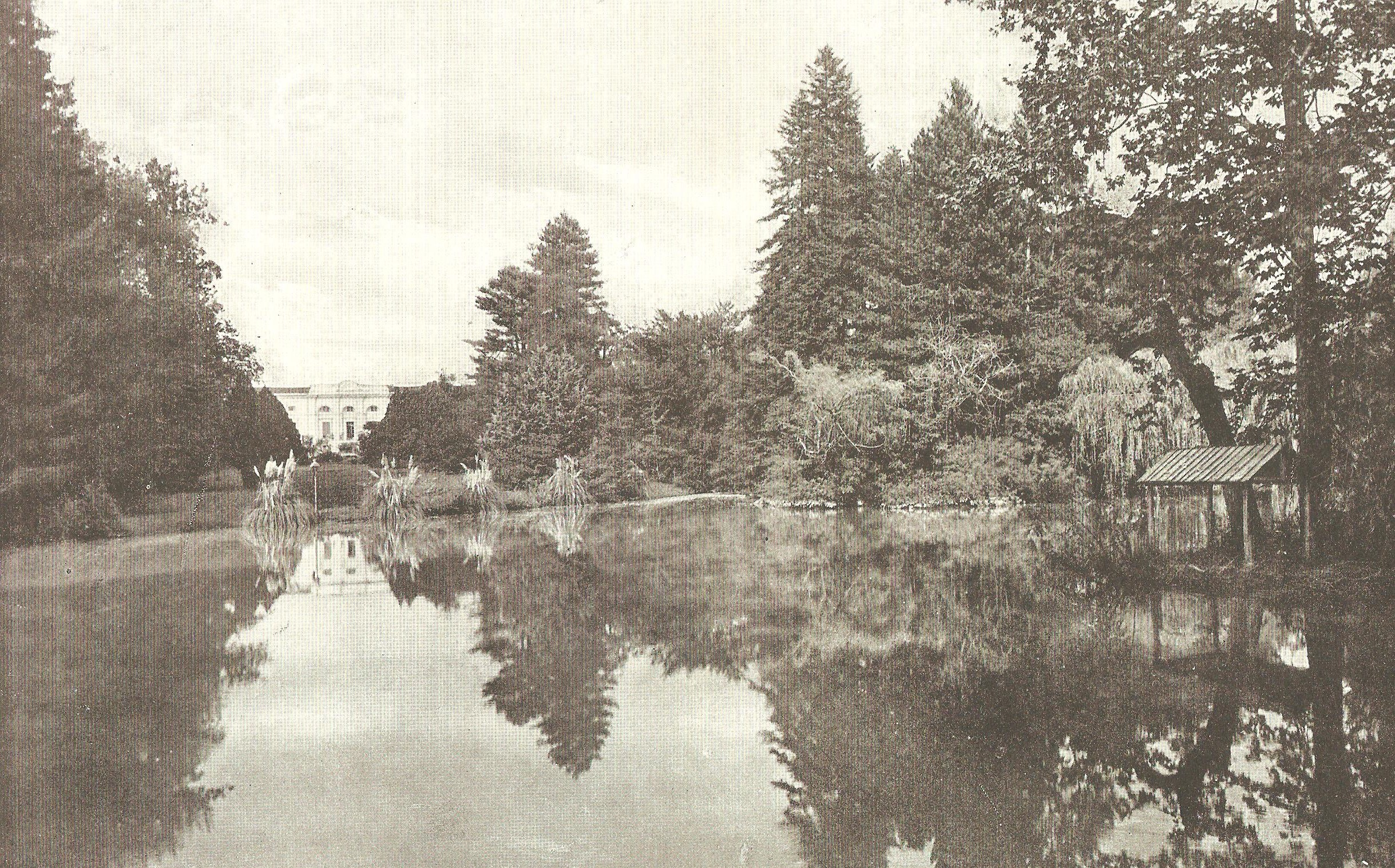
Il parco in una foto del 1920 circa

Nei decenni centrali dell'Ottocento la villa fu rinnovata stilisticamente dal giovane architetto Giacomo Franco (1818-1895), che l'aveva ricevuta in usufrutto dalla madre Elisabetta Venini. 
Giacomo Franco, che, oltre a divenire uno dei maggiori architetti del neo-romanico veneto, fu patriota e collezionista d'arte, diede alla villa, inizialmente, una veste neoclassica, ancora visibile nelle porte-finestre con balaustre della lunga facciata rivolta a sud. Ma il progetto, come testimonia l'amico Camillo Boito (1836-1914), massimo teorico dell'architettura post-unitaria, "fu via via modificato". Nel settore mediano e alle estremità dell'edificio, infatti, Giacomo Franco inserì, al posto di un pronao neoclassico, tre avancorpi in stile eclettico. Nell'avancorpo centrale si aprono tre arcate sorrette da pilastri dalle superfici decorate. Il soprastante fastigio rettangolare è traforato da tondi a raggiera. La profusione di ornati richiama quello stile "lombardo" che Camillo Boito aveva indicato come stile "nazionale".
I lavori, come attesta la data incisa sul fastigio, terminarono nel 1868. Ma già tre anni prima, l'11 luglio 1865, a seguito di rovesci finanziari e di una vita dispendiosa, Giacomo Franco si era visto costretto a vendere la villa a Provido Omboni, che la portò a termine sotto la direzione dello stesso Franco. Sui piedistalli dell'avancorpo centrale si legge, a sinistra, PROVIDO OMBONI ERESSE e, a destra, GIACOMO FRANCO ARCHITETTO.
A Giacomo Franco si deve anche la realizzazione del vasto parco, uno dei primi parchi romantici, o all'inglese, del territorio veronese. Già documentato nel 1854, il parco fu arricchito da un laghetto (ora non più esistente), anch'esso ricordato da Camillo Boito: "la villa si specchiò nell'acqua di un lago artificiale circondato di macchie d'alberi e fiori".

## Secoli XIX-XXI
Nel 1881 Alessandro Omboni vendette la villa ai fratelli Carlo e Guglielmo Lebrecht, figli dell'industriale ebreo polacco Enrico. Guglielmo Lebrecht aveva sposato Eugenia Vitali (1858-1930), da cui la villa fu ribattezzata "Villa Eugenia". 
Animatrice della vita culturale e mondana e amica di Gabriele D'Annunzio, Eugenia Vitali Lebrecht allestì in villa l'Antigone di Sofocle, nel 1905, e l'Orestiade di Eschilo, nel 1906, avvalendosi delle scenografie di Angelo Dall'Oca Bianca e di costumi ispirati alle scoperte di Heinrich Schliemann a Micene.
Dopo la prima guerra mondiale, la villa e il parco entrarono in una fase di decadenza. Nel 1931 il complesso fu acquistato dall'Amministrazione Provinciale di Verona che lo adibì dapprima a ospedale e poi a Istituto professionale  per l'Agricoltura.
Rilevata nel 2002 dalla Fondazione Cariverona, la villa fu sottoposta a un generale restauro negli anni 2004-2005, per essere poi adibita a sede distaccata del corso di laurea in Scienze e Tecnologie Viticole ed Enologiche dell'Università di Verona.